# Oshawa
Oshawa [ˈɑʃəwə] ist eine Stadt in Kanada. Sie liegt im südöstlichen Teil der Provinz Ontario und grenzt direkt an den Ontariosee. Oshawa zählt aktuell 159.458 Einwohner (Stand: 2016), und das Stadtgebiet erstreckt sich über eine Fläche von 145,64 km².2011 betrug die Einwohnerzahl 149.607.
Die Stadt Oshawa bildet mit ihrem näheren Umland eine sogenannte census metropolitan area (Metropolregion), da in ihrem Verdichtungsgebiet mehr als 100.000 Einwohner wohnen. Die Metropolregion hat 379.848 Einwohner (Stand: 2016) und zählte 2011 insgesamt 356.177 Bewohner. Damit ist sie nach Toronto, Ottawa–Gatineau, Hamilton, London, Kitchener und St. Catharines–Niagara die siebtgrößte in der Provinz Ontario und gehört zu den 15 bevölkerungsreichsten Metropolregionen in ganz Kanada.
Ca. 55 km westlich von Oshawa liegt – ebenfalls am Ontariosee – Toronto. Oshawa ist deshalb Bestandteil des Großraums Toronto (Greater Toronto Area), der als das am dichtesten besiedelte Gebiet Kanadas gilt. Hier wohnen insgesamt ca. 6,05 Millionen Menschen. Trotzdem – und dies ist vor allem für das Selbstverständnis von Oshawa wichtig – gehört Oshawa nicht zur Metropolregion Toronto. Erst im Rahmen des enormen (wirtschaftlichen) Wachstums von Toronto und der damit einhergehenden geographischen Ausdehnung war Oshawa Teil des Großraums Toronto geworden.
Oshawa gilt heute als das östliche Tor zu Toronto, das sich gemäß dem städtischen Motto „Prepare To Be Amazed“ jedoch als eigenständige vitale Stadt und nicht als Vorort bzw. „Schlafstadt“ von Toronto betrachtet.
Der nördliche Teil der Gemeinde wird von der in Ost-West-Richtung verlaufende Hügelkette der Oak Ridges-Moräne durchzogen.

## Geschichte
Oshawa wurde 1850 gegründet und wies zu diesem Zeitpunkt schätzungsweise 2.000 Einwohner auf. Knapp 100 Jahre früher – um ca. 1760 – hatte es bereits erste französische Siedlungsstrukturen gegeben, diese dienten als Stützpunkt für den Pelzhandel.
1879 hatte Oshawa ca. 4.000 Einwohner und wurde zur Stadt (town). Nach langen Jahren des Wachstums, bedingt durch die Lage am Ontariosee, den Hafen und die Ansiedlung des General-Motors-Vorgängers McLaughlin Carriage Company erhielt Oshawa den Status einer größeren Stadt (city) zugesprochen. Ein Stadtbereich ist Clarington.

## Bevölkerungsentwicklung
- 1981: 117.519
- 1986: 123.651
- 1991: 129.344
- 1996: 134.364[5]
- 2001: 139.051[5]
- 2006: 141.590[6]
- 2011: 149.607[3]
- 2016: 159.458[1]

## Wirtschaft und Infrastruktur
Die größten Wirtschaftsbereiche sind: Dienstleistungen, Verwaltung, Gesundheit, Konstruktion und Herstellung. In Oshawa haben u. a. General Motors of Canada (bis Ende 2019), BRIC Engineering, Cleeve Technologies und EHC Global ihren Hauptsitz bzw. Produktionsstätten.
In Oshawa befindet sich ein großes Einkaufszentrum, das Oshawa Centre, mit 240 Einkaufsgeschäften sowie Restaurant und Cafés. Die Mall befindet sich an der King Street West.

### Bildung und Forschung
Die öffentlichen Schulen in Oshawa werden von dem Durham District School Board geführt. Oshawa verfügt über 32 Grundschulen und sechs High Schools bis Klasse zwölf.
Das University of Ontario Institute of Technology (UOIT) wurde im Jahr 2003 gegründet. Die Universität teilt sich das Gelände mit dem Durham College welches sich ebenfalls in der Stadt befindet. Die zwei Hochschulen sind jedoch unabhängig voneinander. An der University of Ontario Institute of Technology studieren über 8.400 Studenten in den Bereichen: Wirtschaftswissenschaften, Informationstechnik, Ingenieurwesen, Sozialwissenschaften, Naturwissenschaften, Medizin. Eine weitere University ist die Trent University, die einen Campus in der Stadt betreibt.

### Öffentliche Einrichtungen
Für die öffentliche Sicherheit ist der Durham Regional Police Service zuständig. Insgesamt sind 957 Beamte für die gesamte Durham Region zuständig. Unterstützt werden die Beamten durch die kanadische Bundespolizei Royal Canadian Mounted Police (RCMP).
Oshawa verfügt über ein eigenes Krankenhaus. Das Oshawa General Hospital verfügt über 437 Betten und ist zuständig für die umliegenden Gemeinden. Des Weiteren befindet sich in dem Krankenhaus das R.S. McLaughlin Durham Regional Krebszentrum.

### Sport
Oshawa ist Heimat der Eishockeymannschaft Oshawa Generals im „General Motors Centre“. Oshawa Power ist die Basketballmannschaft in der Stadt. Weitere Sportvereine sind Oshawa Green Gaels, eine Lacrossemannsschaft, der Oshawa Vikings Rugby Football Club, sowie Oshawa Kicks Soccer Club.

## Sozialräumliche Gliederung
Oshawa ist die größte Stadt des Verwaltungsbezirks Durham (Regional Municipality of Durham). Weitere große Städte in dieser Region sind die an Oshawa angrenzenden Whitby (122.022 Einwohner) und Clarington (84.548).
Innerhalb Oshawas gibt es fünf sog. communities:
- Lake Vista
- Thornton Woods
- Kingsway Village
- North Oshawa
- Kedron

## Verkehr

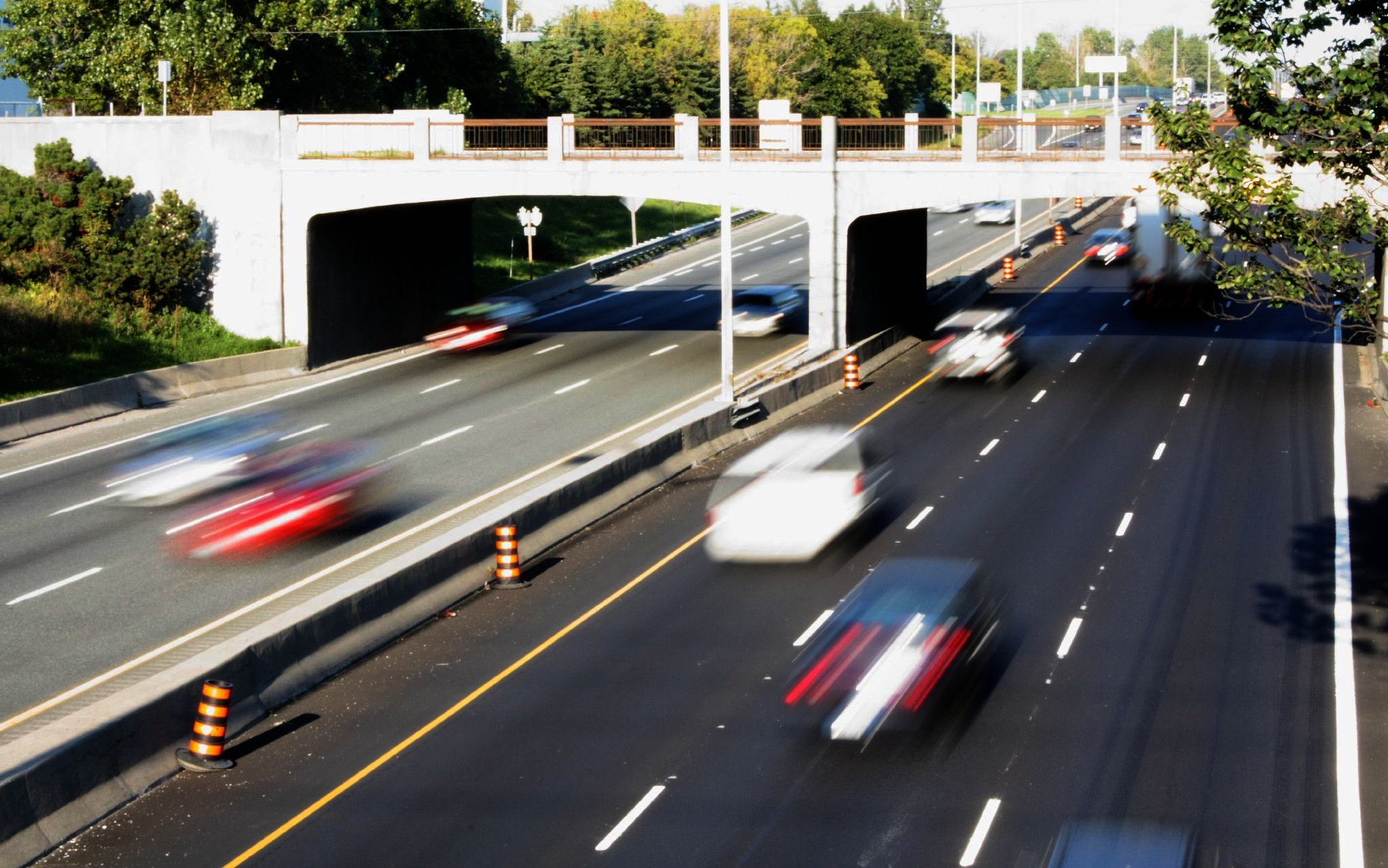
Highway 401 in Oshawa.

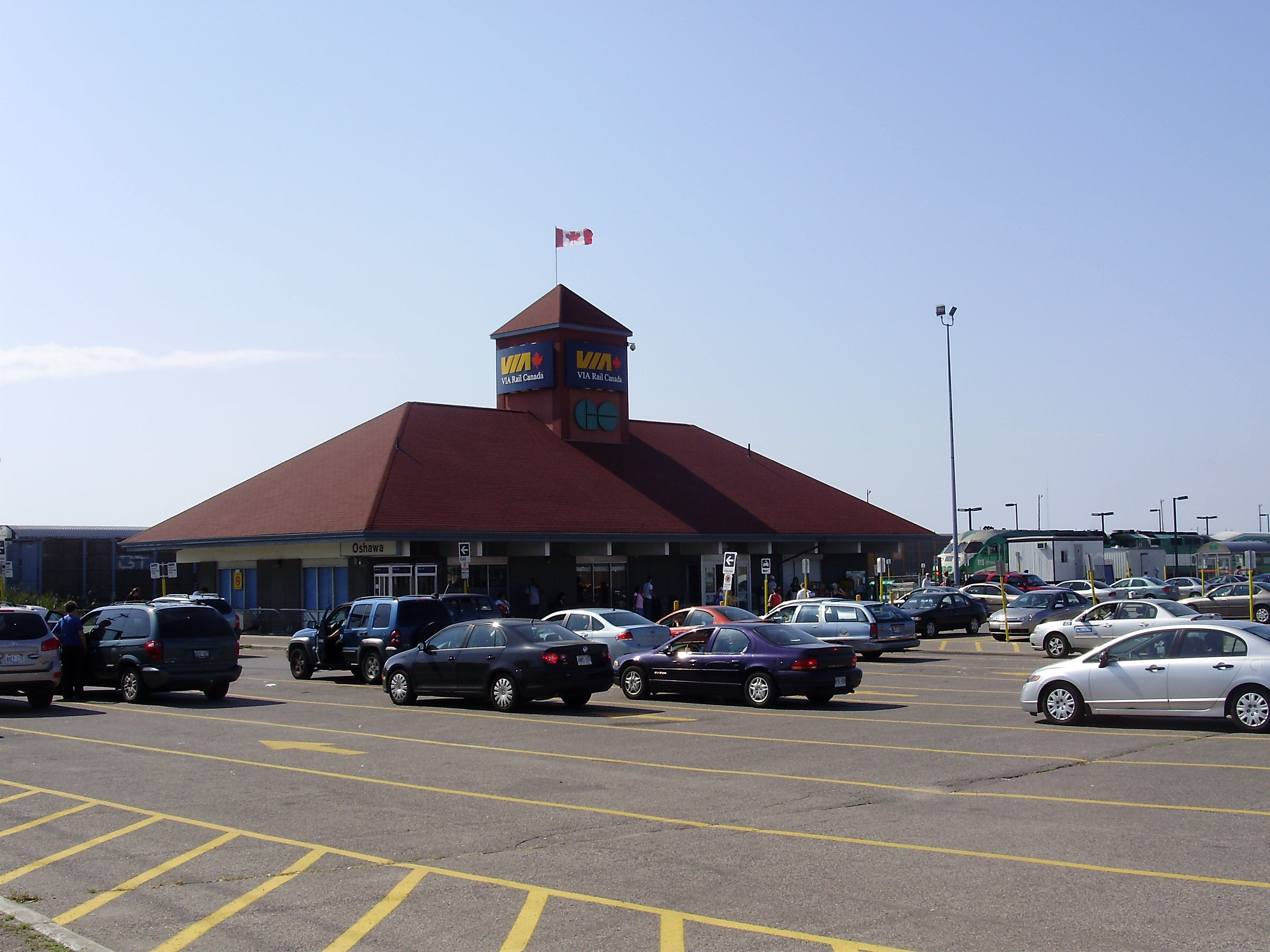
Oshawa Hauptbahnhof

### Highways
Der Highway 401 führt an Oshawa vorbei und verbindet die Stadt mit mehreren Städten wie u. a. Scarborough, Pickering und Toronto im Südwesten, sowie mit Kingston und Montreal im Nordosten.

### Schienenverkehr
GO Transit bietet planmäßige Verbindungen u. a. nach Toronto und Hamilton.

### Busverkehr
Der innerstädtische Busverkehr wird von Durham Region Transit betrieben. Intercity Busse verbinden mehrere Gemeinden mit Oshawa.

### Luftverbindungen
Oshawa verfügt über einen Regionalflughafen, den Oshawa Executive Airport, auf dem vorwiegend kleinere Flugzeugtypen verkehren. Allerdings ist der Flughafen durch Nav Canada als Airport of Entry klassifiziert und es sind dort Beamte der Canada Border Services Agency (CBSA) stationiert, damit ist hier eine Einreise aus dem Ausland zulässig.

## Söhne und Töchter der Stadt
- Bob Attersley (1933–2010), Eishockeyspieler und Politiker
- Scott Barney (* 1979), Eishockeyspieler
- James Bartlett (1908–1971), Marathonläufer
- Norma Beecroft (1934–2024), Komponistin
- Adam Berti (* 1986), Eishockeyspieler
- Mars Bonfire (* 1943), Rockmusiker
- Sean Brown (* 1976), Eishockeyspieler und -trainer
- Landy Cannon (* 1971), Schauspieler
- Allysha Chapman (* 1989), Fußballspielerin
- Justin Danforth (* 1993), Eishockeyspieler
- Jeff Daniels (* 1968), Eishockeyspieler und -trainer
- Blaine Down (* 1982), Eishockeyspieler
- Perdita Felicien (* 1980), Leichtathletin
- Phil Groeneveld (* 1974), kanadisch-niederländischer Eishockeyspieler
- Ryan Hamilton (* 1985), Eishockeyspieler und -scout
- William Hamilton (1930–2017), Radrennfahrer
- Shalom Harlow (* 1973), Schauspielerin und Model
- Jay Harrison (* 1982), Eishockeyspieler
- Harry Hess (* 1968), Musikproduzent, Sänger und Gitarrist
- Charlie Huddy (* 1959), Eishockeyspieler
- Matthew Hughes (* 1989), Hindernisläufer
- Donald Jackson (* 1940), Eiskunstläufer
- A. J. Cook (* 1978), Schauspielerin
- John MacLean (* 1964), Eishockeyspieler
- Kevin McClelland (* 1962), Eishockeyspieler und -trainer
- Shawn McCosh (* 1969), Eishockeyspieler
- Isabel McLaughlin (1903–2002), Malerin, Mäzenin und Philanthropin
- Anthony Giroux Meagher (1940–2007), römisch-katholischer Erzbischof von Kingston
- Joe Nieuwendyk (* 1966), Eishockeyspieler
- Lance Pugh (1919–1999), Radrennfahrer
- James Edward Quigley (1854–1915), römisch-katholischer Erzbischof von Chicago
- Ron Richards (* 1963), Skispringer
- Sylvia Ruegger (1961–2019), Marathonläuferin
- Bill Siksay (* 1955), Politiker
- Lennon Stella (* 1999), Sängerin
- Shawn Thornton (* 1977), Eishockeyspieler
- Albert William Tucker (1905–1995), Mathematiker
- Barbara Underhill (* 1963), Eiskunstläuferin